# Sigmatostalix integrilabris
Sigmatostalix integrilabris là một loài thực vật có hoa trong họ Lan. Loài này được Pupulin mô tả khoa học đầu tiên năm 2003.